# 38 cm 열차포가 캐넌포 지크프리트

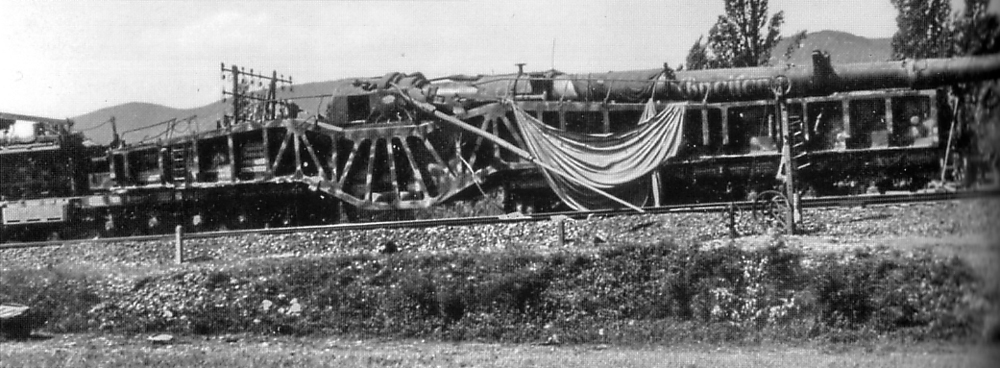

83 cm 열차포가 캐넌포 지크프리트(독일어: 38-cm-Kanone Siegfried (Eisenbahnlafette))는 제2차 세계대전 당시 독일 국방군이 운용한 열차포 중 하나다. 비스마르크급 전함의 주포인 38 cm 34년산 속사캐넌포를 기반으로 만들었다. 딱 네 대 생산되었다.